# قصر العطش
قصرالعطش علم جغرافي قديم يقع شرقي سرت بحوالي 153 كم ، و نحو 50 كم شرقي سبخة اليهودية ، و حوالي 27 كم غربي بلدة العقيلة .